# Капора (Салерно)
Капора је насеље у Италији у округу Салерно, региону Кампанија.
Према процени из 2011. у насељу је живело 17 становника. Насеље се налази на надморској висини од 473 м.